# Hormius oreas
Hormius oreas är en stekelart som beskrevs av Graham 1986. Hormius oreas ingår i släktet Hormius och familjen bracksteklar. Inga underarter finns listade i Catalogue of Life.